# Maserati Tipo 26
Maserati Tipo 26 är en tävlingsbil, tillverkad av den italienska biltillverkaren Maserati mellan 1926 och 1932.

## Bakgrund
Bröderna Bindo och Alfieri Maserati startade en mekanisk verkstad 1914. Efter första världskriget arbetade Alfieri åt biltillverkaren Diatto. Tillsammans med sina bröder Bindo, Ernesto och Ettore byggde Alfieri även tävlingsbilar åt Diatto. 1926 var Diatto på väg att gå omkull och lade ned tävlingsverksamheten. Bröderna Maserati beslutade då att fortsätta bygga tävlingsbilar under eget namn.

## Utveckling

### Tipo 26
Bröderna Maseratis första bil, Tipo 26, var mycket lik de bilar man tidigare tillverkat åt Diatto, med en kompressormatad åttacylindrig motor med dubbla överliggande kamaxlar. Den avancerade motorn var placerad i ett enkelt chassi med stela axlar fram och bak. Bilen introducerades vid Targa Florio 1926.

### Tipo 26B
Tipo 26B hade en större tvålitersmotor. Den introducerades vid Targa Florio 1927.

### Tipo 26R
Till säsongen 1928 skulle Grand Prix-bilarna ha tävlat enligt en formel med en torrvikt mellan 550 och 750 kg. Formeln slog aldrig igenom och Maserati tillverkade bara två stycken Tipo 26R enligt det misslyckade reglementet.

### Tipo 26C
Tipo 26C hade en liten 1,1-litersmotor för att platsa i voiturette-klassen. Bilen led dock av sin höga vikt, jämfört med de franska konkurrenterna.

### Tipo 26M
1930 kom den sista utvecklingen i Tipo 26-serien, Tipo 26M. Såväl motor som chassi hade modifierats och modellen blev mycket framgångsrik.

## Tekniska data
| Tipo 26                 | T26                                              | T26B                                             | T26R                                             | T26C                                             | T26M                                             |
| ----------------------- | ------------------------------------------------ | ------------------------------------------------ | ------------------------------------------------ | ------------------------------------------------ | ------------------------------------------------ |
| Motor:                  | Frontmonterad 8-cylindrig radmotor               | Frontmonterad 8-cylindrig radmotor               | Frontmonterad 8-cylindrig radmotor               | Frontmonterad 8-cylindrig radmotor               | Frontmonterad 8-cylindrig radmotor               |
| Cylindervolym:          | 1493 cm³                                         | 1981 cm³                                         | 1691 cm³                                         | 1079 cm³                                         | 2495 cm³                                         |
| Borrning x slaglängd:   | 60 x 66 mm                                       | 62 x 82 mm                                       | 62 x 70 mm                                       | 51 x 66 mm                                       | 65 x 94 mm                                       |
| Max effekt vid varvtal: | 128 hk vid 6 000 v/min                           | 155 hk vid 5 300 v/min                           | 140 hk vid 6 500 v/min                           | 105 hk vid 6 000 v/min                           | 185 hk vid 5 600 v/min                           |
| Ventilstyrning:         | 2 överliggande kamaxlar, 2 ventiler per cylinder | 2 överliggande kamaxlar, 2 ventiler per cylinder | 2 överliggande kamaxlar, 2 ventiler per cylinder | 2 överliggande kamaxlar, 2 ventiler per cylinder | 2 överliggande kamaxlar, 2 ventiler per cylinder |
| Kompression:            | 5,8:1                                            | 5,6:1                                            |                                                  | 5,5:1                                            | 5,5:1                                            |
| Förgasare:              | Enkel Weber                                      | Enkel Weber                                      | Enkel Weber                                      | Enkel Weber                                      | Enkel Weber                                      |
| Överladdning:           | Roots-kompressor                                 | Roots-kompressor                                 | Roots-kompressor                                 | Roots-kompressor                                 | Roots-kompressor                                 |
| Växellåda:              | 4-växlad manuell                                 | 4-växlad manuell                                 | 3-växlad manuell                                 | 4-växlad manuell                                 | 4-växlad manuell                                 |
| Hjulupphängning:        | Stela axlar, längsgående bladfjädrar             | Stela axlar, längsgående bladfjädrar             | Stela axlar, längsgående bladfjädrar             | Stela axlar, längsgående bladfjädrar             | Stela axlar, längsgående bladfjädrar             |
| Bromsar:                | Mekaniska trumbromsar                            | Mekaniska trumbromsar                            | Mekaniska trumbromsar                            | Mekaniska trumbromsar                            | Mekaniska trumbromsar                            |
| Chassi & kaross:        | Lådbalksram med aluminiumkaross                  | Lådbalksram med aluminiumkaross                  | Lådbalksram med aluminiumkaross                  | Lådbalksram med aluminiumkaross                  | Lådbalksram med aluminiumkaross                  |
| Hjulbas:                | 258 cm                                           | 258 cm                                           | 258 cm                                           | 258 cm                                           | 275 cm                                           |
| Torrvikt:               | 720 kg                                           | 720 kg                                           | 720 kg                                           | 800 kg                                           | 820 kg                                           |
| Toppfart:               | 200 km/h                                         | 210 km/h                                         | 200 km/h                                         | 185 km/h                                         | 235 km/h                                         |

## Tävlingsresultat
Alfieri Maserati och Guerrino Bertocchi vann 1,5-litersklassen redan i märkets första tävling, Targa Florio 1926 med Tipo 26. Alfieri vann även Tripolis Grand Prix 1927.
Tipo 26M var mycket framgångsrik under säsongerna 1930 och 1931, med bland annat en trippelseger vid Monzas Grand Prix 1930 med Achille Varzi på första plats. Modellen tog sin sista stora seger vid Paus Grand Prix 1934.
1931 tog Giuseppe Tuffanelli hem klassegern i Mille Miglia med voituretten Tipo 26C.

## Tillverkning
| Modell | Antal |
| ------ | ----- |
| T26    | 13    |
| T26B   | 10    |
| T26R   | 2     |
| T26C   | 4     |
| T26M   | 13    |